# Anamarija Lampič
Anamarija Lampič (Lubiana, 17 giugno 1995) è una biatleta ed ex fondista slovena.

## Biografia
Originaria di Medvode, Anamarija Lampič nella prima parte della sua carriera ha gareggiato nello sci di fondo: ha esordito in Coppa del Mondo il 21 dicembre 2013 ad Asiago (51ª) e ai Campionati mondiali a Falun 2015, dove è stata 35ª nella sprint, 43ª nello skiathlon e 10ª nella staffetta. Ha ottenuto la prima vittoria, nonché primo podio, in Coppa del Mondo il 3 febbraio 2017 a Pyeongchang Alpensia; ai successivi Mondiali di Lahti 2017 si è classificata 33ª nella 10 km, 20ª nella sprint, 8ª nella sprint a squadre e 13ª nella staffetta. Nella stagione successiva ai XXIII Giochi olimpici invernali di Pyeongchang 2018, sua prima presenza olimpica, si è classificata 27ª nella 10 km, 7ª nella sprint, 6ª nella sprint a squadre e 8ª nella staffetta.
Ai Mondiali di Seefeld in Tirol 2019 ha vinto la medaglia d'argento nella sprint a squadre ed è stata 20ª nella 10 km, 17ª nella sprint e 9ª nella staffetta. Nella stagione 2020-2021 ha vinto la Coppa del Mondo di sprint e ai Mondiali di Oberstdorf si è aggiudicata la medaglia di bronzo nella sprint e nella sprint a squadre e si è classificata 18ª nella 10 km e 21ª nella 30 km; l'anno dopo ai XXIV Giochi olimpici invernali di Pechino 2022 si è piazzata 17ª nella 10 km, 12ª nella sprint e 14ª nella sprint a squadre.
Dalla stagione 2022-2023 si dedica al biathlon: ha esordito in Coppa del Mondo l'8 dicembre 2022 a Hochfilzen in sprint (6ª) e ai Mondiali di Oberhof 2023, sua prima presenza iridata nella specialità, è stata 58ª nella sprint, 51ª nell'inseguimento e 12ª nella staffetta. Ai Mondiali di Nové Město na Moravě 2024 si è classificata 36ª nella sprint, 28ª nell'inseguimento, 58ª nell'individuale, 13ª nella staffetta e 9ª nella staffetta mista. Il 20 dicembre 2024 ha conquistato il suo primo podio in Coppa del Mondo nella sprint di Annecy Le Grand-Bornand (3ª); ai successivi Mondiali di Lenzerheide 2025 si è classificata 14ª nella sprint, 28ª nell'inseguimento, 71ª nell'individuale, 16ª nella partenza in linea, 8ª nella staffetta e 11ª nella staffetta mista.

## Palmarès

### Sci di fondo

#### Mondiali
- 3 medaglie:
  - 1 argento (sprint a squadre a Seefeld in Tirol 2019)
  - 2 bronzi (sprint, sprint a squadre a Oberstdorf 2021)

#### Mondiali juniores
- 1 medaglia:
  - 1 bronzo (staffetta a Erzurum 2012)

#### Giochi olimpici giovanili
- 1 medaglia:
  - 1 argento (5 km a Innsbruck 2012)

#### Coppa del Mondo
- Miglior piazzamento in classifica generale: 8ª nel 2021 e nel 2022
- Vincitrice della Coppa del Mondo di sprint nel 2021
- 13 podi (10 individuali, 3 a squadre):
  - 2 vittorie (1 individuale, 1 a squadre)
  - 5 secondi posti (individuali)
  - 6 terzi posti (4 individuali, 2 a squadre)

##### Coppa del Mondo - vittorie
| Data            | Località             | Nazione       | Specialità            |
| --------------- | -------------------- | ------------- | --------------------- |
| 3 febbraio 2017 | Pyeongchang Alpensia | Corea del Sud | SP TC                 |
| 7 febbraio 2021 | Ulricehamn           | Svezia        | TS TL (con Eva Urevc) |

Legenda:

TC = tecnica classica:

TL = tecnica libera

SP = sprint

TS = sprint a squadre

##### Coppa del Mondo - competizioni intermedie
- 4 podi di tappa:
  - 2 vittorie
  - 1 secondo posto
  - 1 terzo posto

###### Coppa del Mondo - vittorie di tappa
| Data             | Località      | Nazione  | Competizione | Disciplina |
| ---------------- | ------------- | -------- | ------------ | ---------- |
| 29 dicembre 2019 | Lenzerheide   | Svizzera | Tour de Ski  | SP TL      |
| 4 gennaio 2020   | Val di Fiemme | Italia   | Tour de Ski  | SP TC      |

Legenda:

TL = tecnica libera

TC = tecnica classica

SP = sprint

### Biathlon

#### Coppa del Mondo
- Miglior piazzamento in classifica generale: 17ª nel 2024
- 2 podi (individuali):
  - 2 terzi posti